# مروان غريواتي
 مروان غريواتي  ممثل سوري ولد في حلب عام 1952 متزوج ولديه ثلاثة أولاد أنضم إلى نقابة الفنانين السورين سنة 1982 و يعتبر واحد من الممثلين الأذاعين والمسرحيين و في التلفاز والسينما، وقد لعب دور عابد بيك في مسلسل الغربال لسنة 2014 و العديد من الأعمال الأخرى.

## أهم أعماله

### في السينما
- تراب الغرباء

### في الإذاعة
- العديد من الأعمال الإذاعية المنفذة في حلب و دمشق

### في المسرح
- العديد من الأعمال المسرحية في حلب

### في التلفاز
- مذنبون أبرياء
- أختفاء رجل
- أمينة الصندوق
- قلوب خضراء
- خان الحرير الجزء الثاني
- الغربال
- بواب الريح
- طاحون الشر الجزء الثاني
- أخوة التراب
- جحا و حماره و الأمير
- الثريا
- العرس الحلبي
- مجلس الرحمة
- بقايا صور
- البواسل
- رمح النار
- الحقد الأبيض
- الفراري
- سكان الريح
- باب المقام
- أولاد القيمرية
- سيرة آل الجلالي
- الناس بلا الناس

## روابط خارجية
- مروان غريواتي على موقع قاعدة بيانات الأفلام العربية